# Pôle d'équilibre territorial et rural Othe-Armance
Le Pôle d'équilibre territorial et rural Othe-Armance est un Pôle d'équilibre territorial et rural situé dans le sud-est du département de l'Aube, entre l'agglomération troyenne et les villes du nord de l'Yonne, dans le chaourçois qui relève de la macro-région naturelle de Champagne humide.

## Entité territoriale
Le Pôle d'équilibre territorial et rural est en tant que Pays du Pays d’Armance en 2005 de la volonté des élus locaux de mettre en place des conditions pérennes de développement local. 
En 2025, il se compose de deux intercommunalités regroupant 56 communes :
- Communauté de communes du Pays d'Othe
- Communauté de communes du Chaourçois et du Val d'Armance

## Ressources patrimoniales et économiques
- vallées du bassin de l’Armance comptant de nombreux étangs et pâtures alluviales ainsi que des forêts de feuillus (dont la qualité des chênes est reconnue)
- églises, lavoirs, maisons de cantonniers, croix de pays, musées...
- caractère naturel et préservé du Pays d’Armance :
  - près d’un tiers du territoire recouvert par la forêt qui compte des grands mammifères (cerfs, sangliers, chevreuils..)
  - avifaune très diversifiée (migrateurs, rapaces...)
  - loisirs verts (randonnée, vélo, pêche...)
- artisanat d'art et productions agro-alimentaires : fromage de Chaource (Appellation d'origine protégée), plavins, champignons, escargots, fromages de chèvre, cidres de pays...

## Sites patrimoniaux
- Les fromageries de l'AOP Chaource
- Halle circulaire d'Ervy-le-Châtel à triple toit, unique en Europe.
- Porte médiévale Saint-Nicolas, à Ervy-le-Châtel
- Musée du Cidre à Eaux-Puiseaux,
- Musée de la tonnellerie et des poupées d'antan à Maisons-les-Chaource,
- Musée du fromage à Chaource
- Musée des ustensiles d'hier (Passé Simple) à Crésantignes
- Site de Montaigu à Souligny
- Chapelles
- Églises, dont celle de Chaource avec sa célèbre mise au tombeau
- Maisons à pans de bois, lavoirs, petits patrimoines
- Patrimoine naturel (forêt, étangs, cours d'eau ...)